# Lista över orter som varit värd för Eurovision Song Contest
Detta är en lista över orter som varit värd för Eurovision Song Contest.

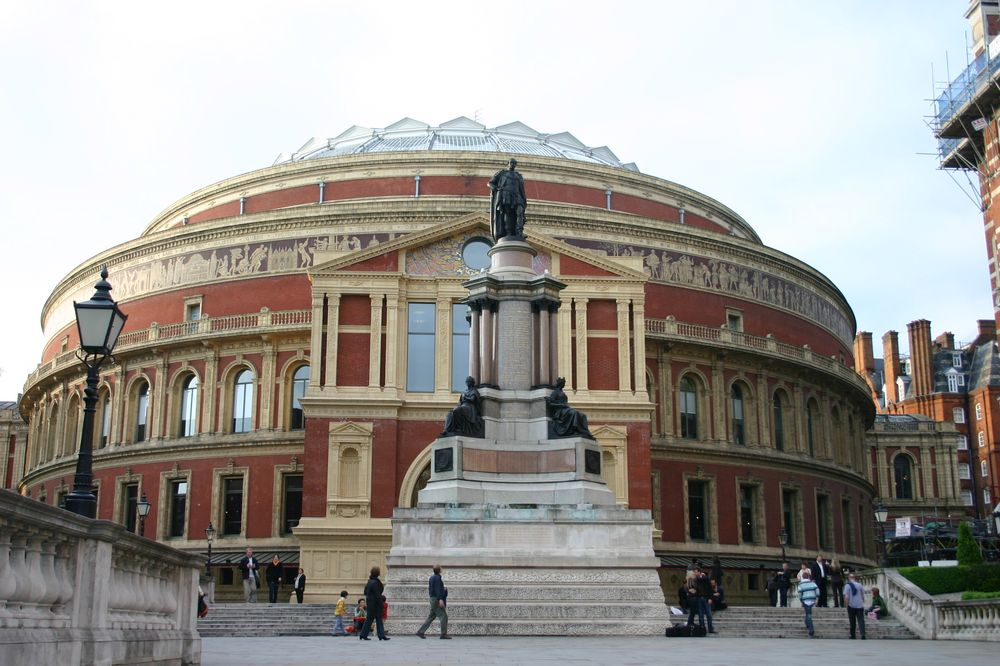
Royal Albert Hall i London.

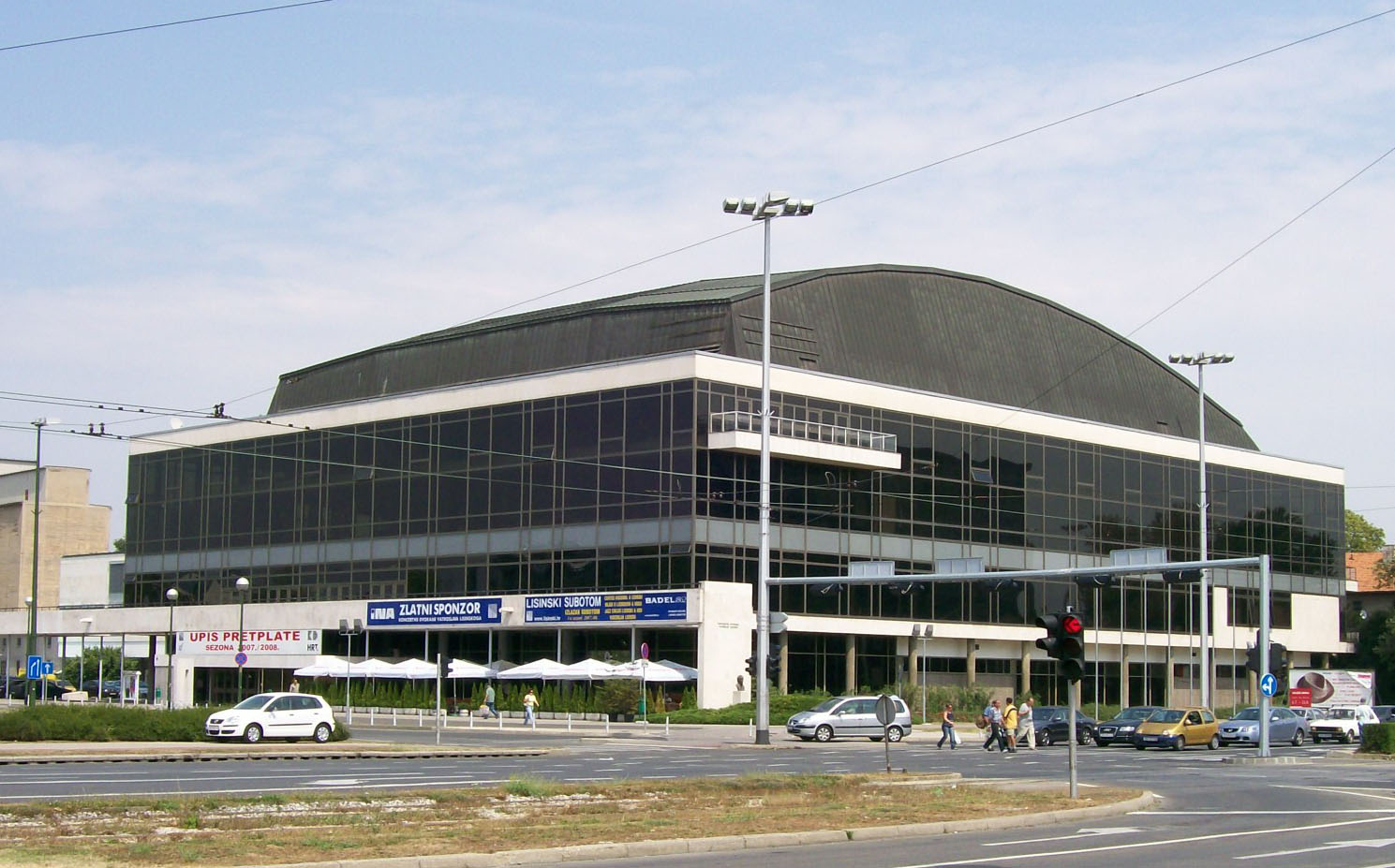
Koncertna dvorana Vatroslav Lisinski i Zagreb.

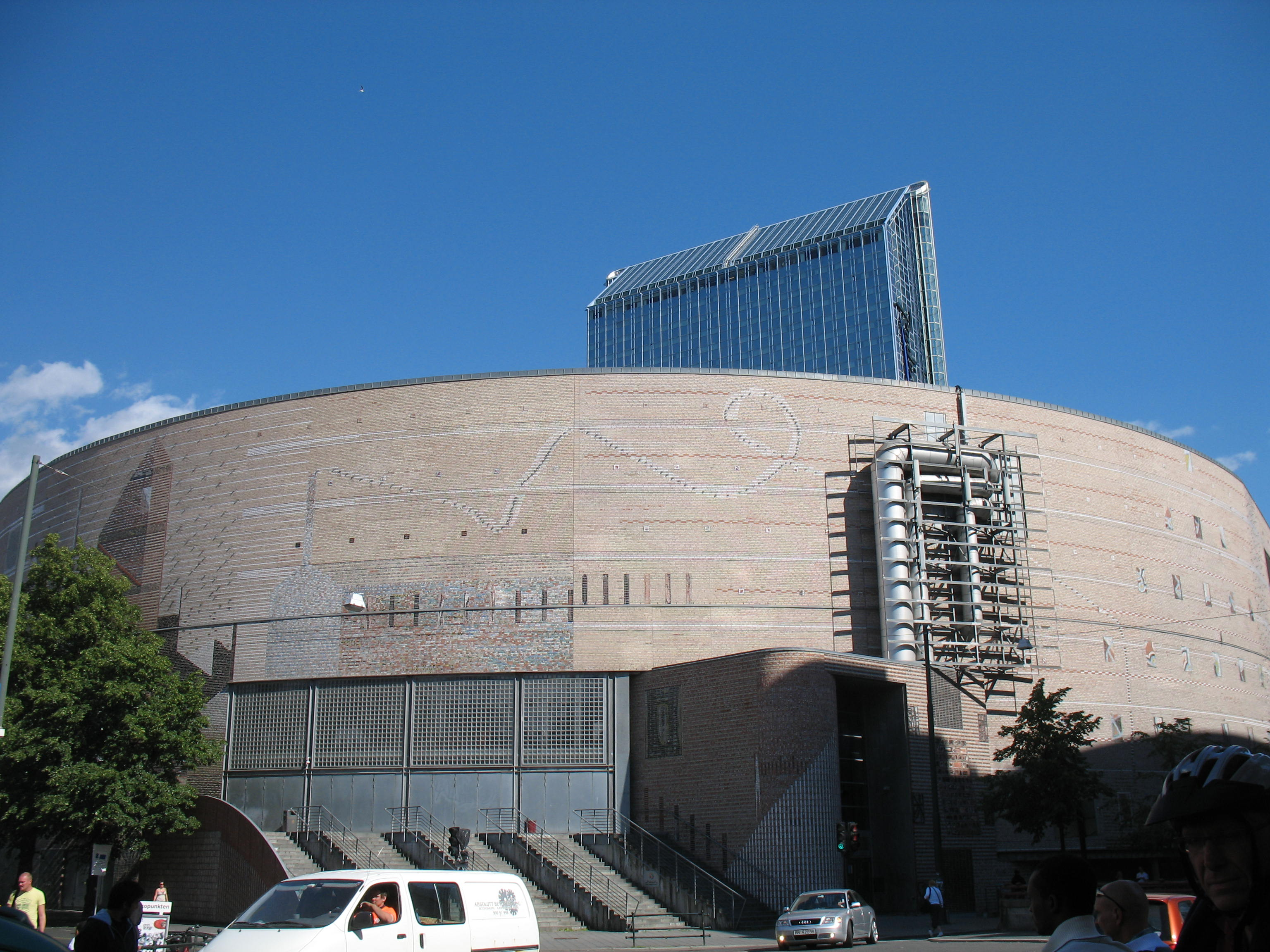
Oslo Spektrum i Oslo.

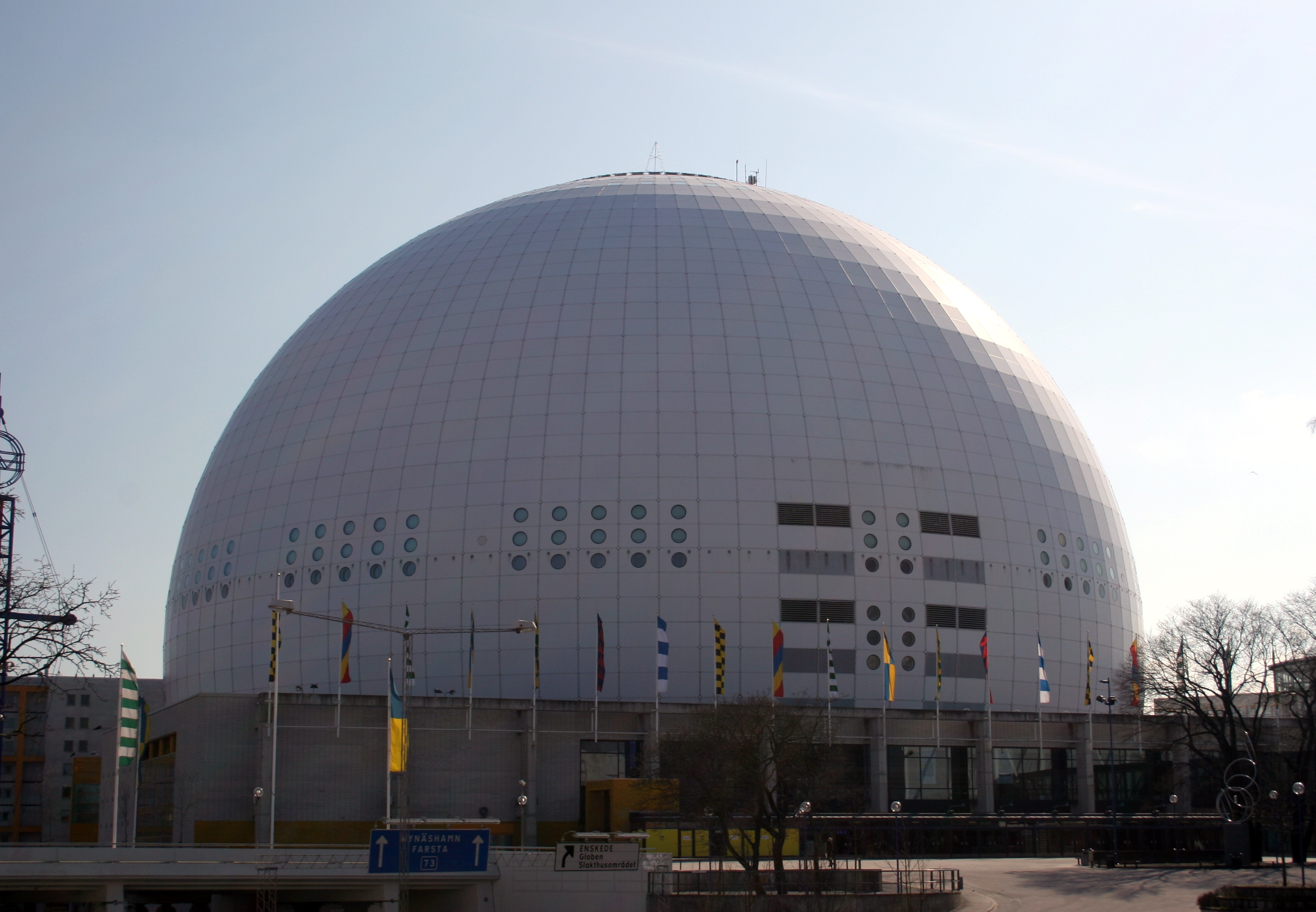
Globen i Stockholm.

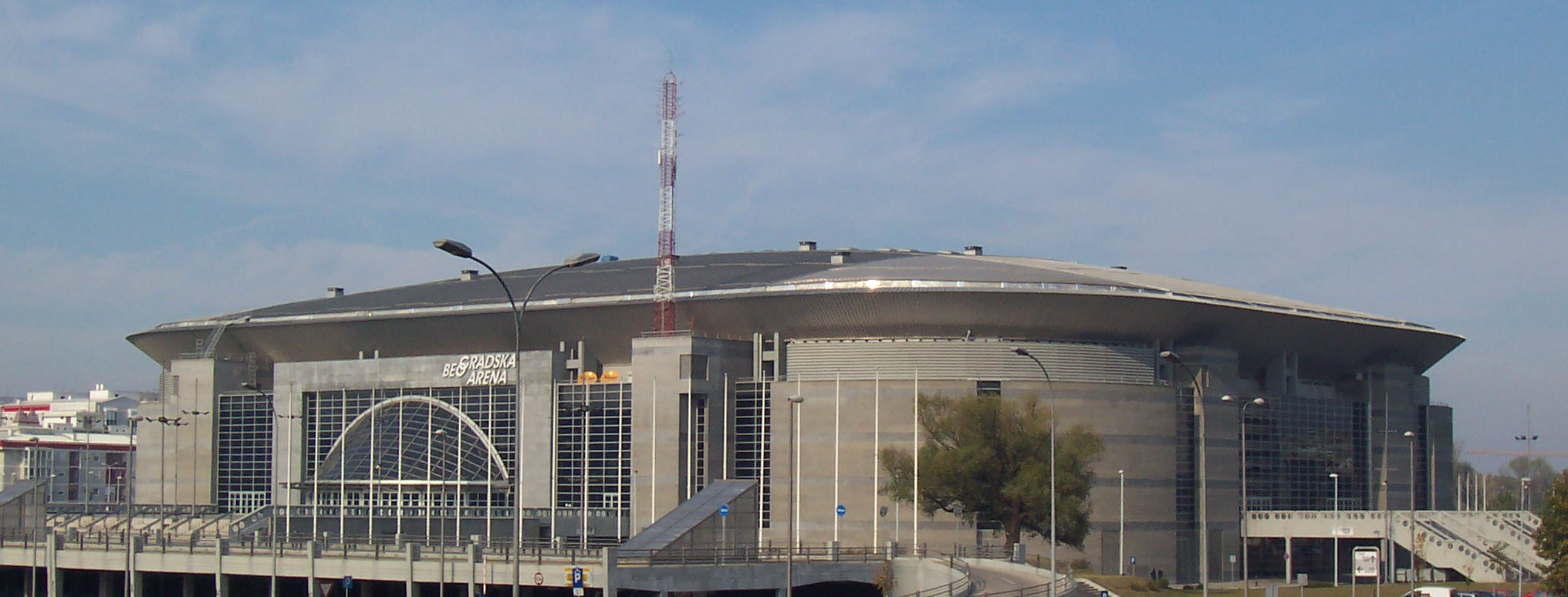
Kombank arena i Belgrad.

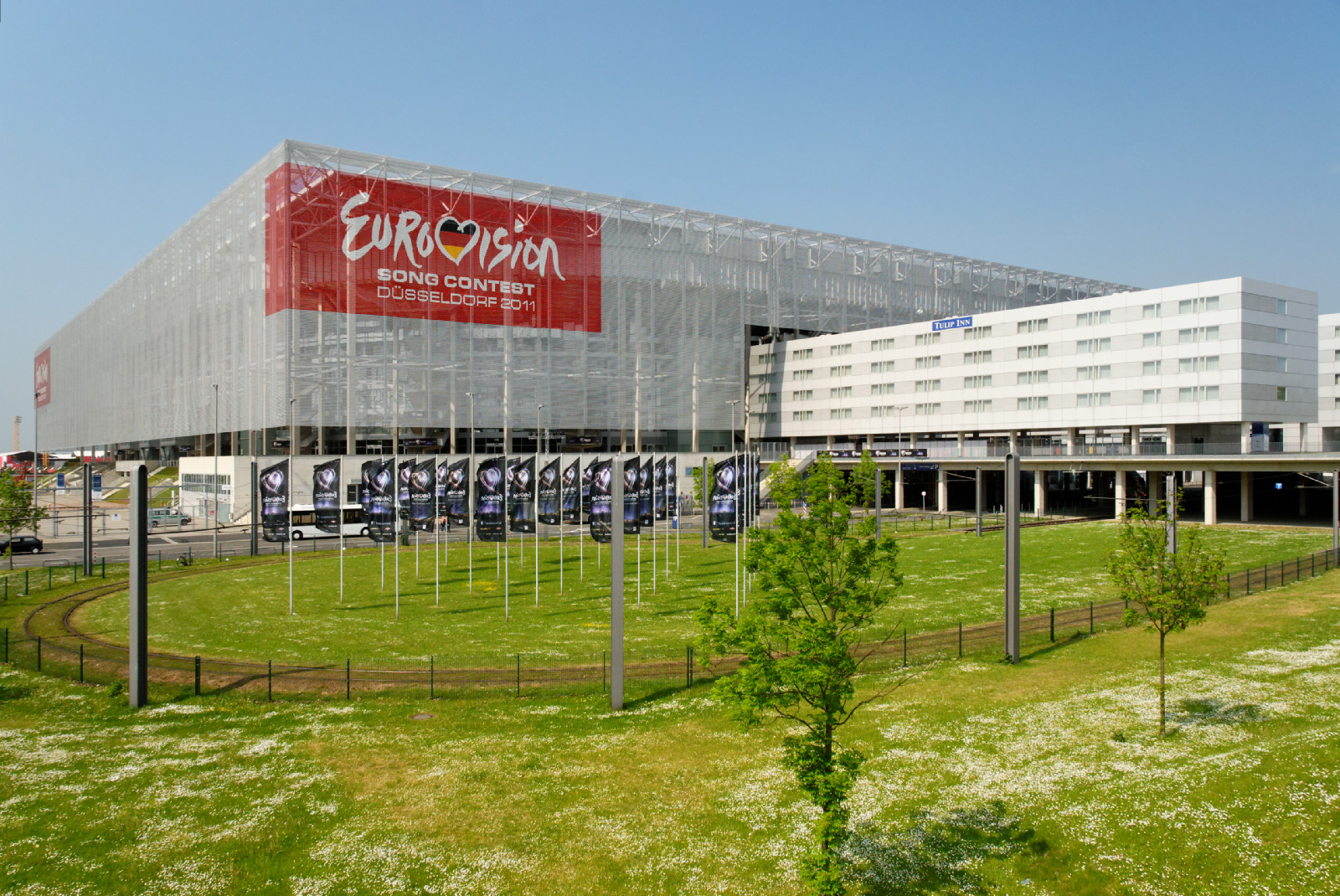
Esprit Arena i Düsseldorf.

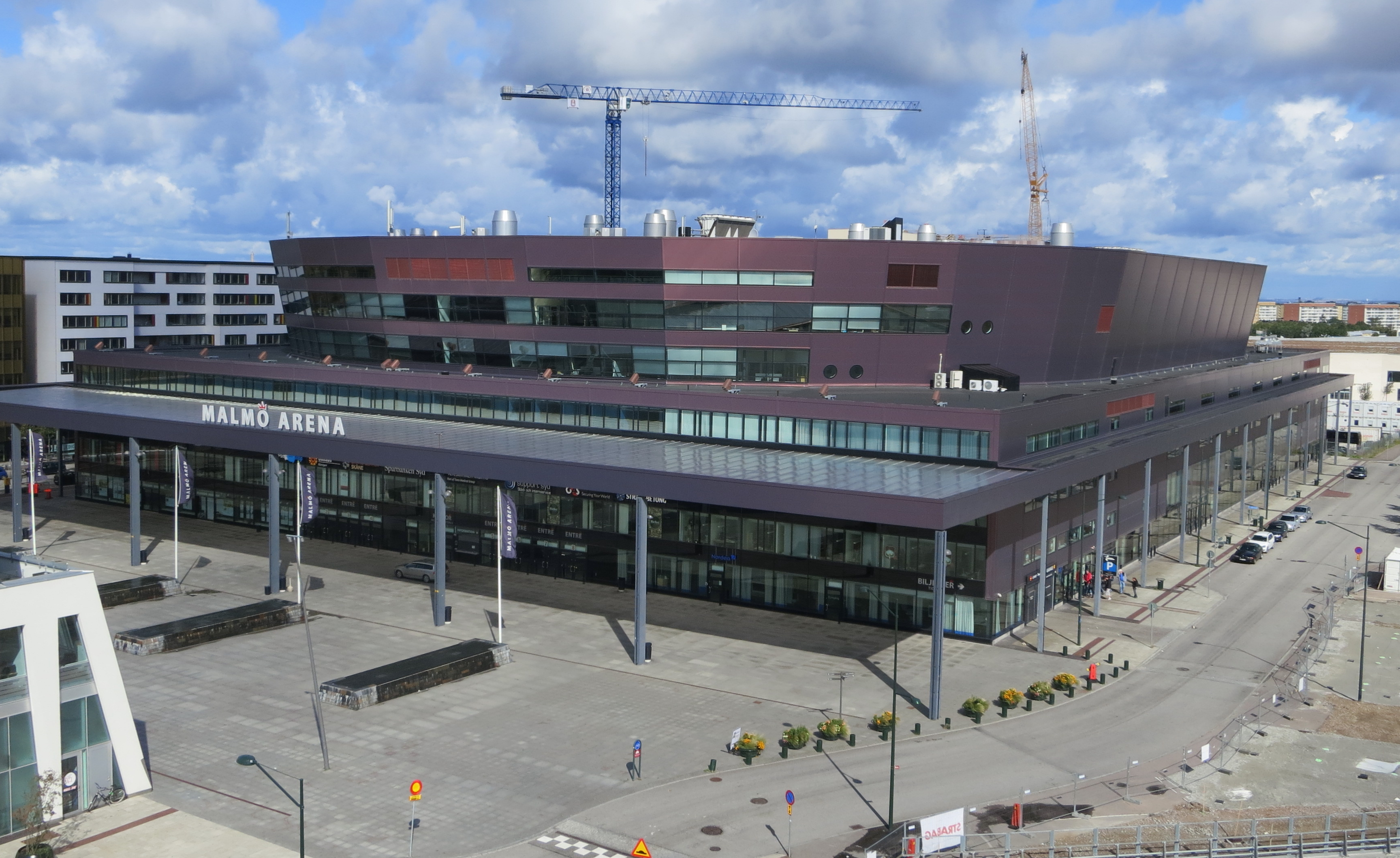
Malmö Arena i Malmö.

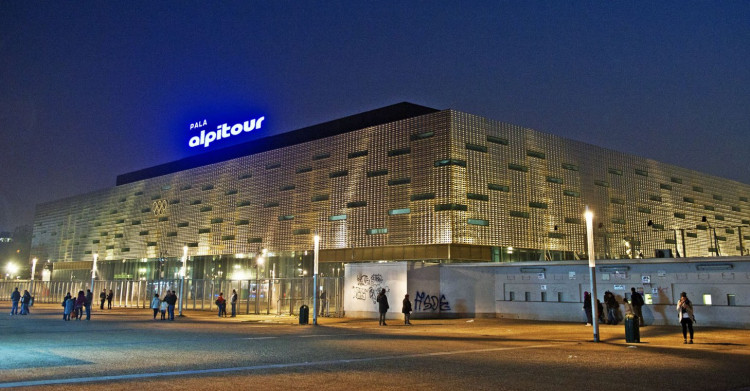
Torino Palasport Olimpico i Turin.

| Antal        | Land           | Stad                                 | Arena                                     | År               |
| ------------ | -------------- | ------------------------------------ | ----------------------------------------- | ---------------- |
| 9            | Storbritannien | London                               | Royal Festival Hall                       | 1960             |
| 9            | Storbritannien | London                               | BBC Television Centre                     | 1963             |
| 9            | Storbritannien | London                               | Royal Albert Hall                         | 1968             |
| 9            | Storbritannien | London                               | Wembley Conference Centre                 | 1977             |
| 9            | Storbritannien | Edinburgh                            | Usher Hall                                | 1972             |
| 9            | Storbritannien | Brighton                             | Brighton Dome                             | 1974             |
| 9            | Storbritannien | Harrogate                            | Harrogate International Centre            | 1982             |
| 9            | Storbritannien | Birmingham                           | National Indoor Arena                     | 1998             |
| 9            | Storbritannien | Liverpool                            | M&S Bank Arena                            | 2023             |
| 7            | Sverige        | Stockholm                            | S:t Eriksmässan                           | 1975             |
| 7            | Sverige        | Stockholm                            | Globen                                    | 2000, 2016       |
| 7            | Sverige        | Göteborg                             | Scandinavium                              | 1985             |
| 7            | Sverige        | Malmö                                | Malmö isstadion                           | 1992             |
| 7            | Sverige        | Malmö                                | Malmö Arena                               | 2013, 2024       |
| 7            | Irland         | Dublin                               | Gaiety Theatre                            | 1971             |
| 7            | Irland         | Dublin                               | RDS Simmonscourt Pavilion                 | 1981, 1988       |
| 7            | Irland         | Dublin                               | Point Theatre                             | 1994, 1995, 1997 |
| 7            | Irland         | Millstreet                           | Green Glens Arena                         | 1993             |
| 5            | Nederländerna  | Hilversum                            | AVRO Studio                               | 1958             |
| 5            | Nederländerna  | Amsterdam                            | RAI Congrescentrum                        | 1970             |
| 5            | Nederländerna  | Haag                                 | Congresgebouw                             | 1976, 1980       |
| 5            | Nederländerna  | Rotterdam                            | Rotterdam Ahoy                            | 2020, 2021       |
| 4            | Luxemburg      | Luxemburg                            | Villa Louvigny                            | 1962, 1966       |
| 4            | Luxemburg      | Luxemburg                            | Grand Théâtre de Luxembourg               | 1973, 1984       |
| 3            | Österrike      | Wien                                 | Großer Festsaal der Wiener Hofburg        | 1967             |
| 3            | Österrike      | Wien                                 | Wiener Stadthalle                         | 2015, 2026       |
| 3            | Italien        | Neapel                               | Sala di Concerto della RAI                | 1965             |
| 3            | Italien        | Rom                                  | Studio 15 di Cinecittà                    | 1991             |
| 3            | Italien        | Turin                                | Torino Palasport Olimpico                 | 2022             |
| 3            | Israel         | Jerusalem                            | International Convention Center           | 1979, 1999       |
| 3            | Israel         | Tel Aviv                             | Expo Tel Aviv                             | 2019             |
| 3            | Danmark        | Köpenhamn                            | Tivolis Koncertsal                        | 1964             |
| 3            | Danmark        | Köpenhamn                            | Parken                                    | 2001             |
| 3            | Danmark        | Köpenhamn                            | B&W Hallerne                              | 2014             |
| 3            | Frankrike      | Cannes                               | Palais des Festivals                      | 1959, 1961       |
| 3            | Frankrike      | Paris                                | Palais des Congrès                        | 1978             |
| 3            | Norge          | Bergen                               | Grieghallen                               | 1986             |
| 3            | Norge          | Oslo                                 | Oslo Spektrum                             | 1996             |
| 3            | Norge          | Bærum                                | Telenor Arena                             | 2010             |
| 3            | Tyskland       | Frankfurt                            | Großer Sendesaal des hessischen Rundfunks | 1957             |
| 3            | Tyskland       | München                              | Rudi-Sedlmayer-Halle                      | 1983             |
| 3            | Tyskland       | Düsseldorf                           | Esprit Arena                              | 2011             |
| 3            | Schweiz        | Lugano                               | Teatro Kursaal                            | 1956             |
| 3            | Schweiz        | Lausanne                             | Palais de Beaulieu                        | 1989             |
| 3            | Schweiz        | Basel                                | St. Jakobshalle                           | 2025             |
| 2            | Ukraina        | Kiev                                 | Palace of Sports                          | 2005             |
| 2            | Ukraina        | Kiev                                 | International Exhibition Centre           | 2017             |
| 1            |                |                                      |                                           |                  |
| Spanien      | Madrid         | Teatro Real                          | 1969                                      |                  |
| Belgien      | Bryssel        | Centenary Palace                     | 1987                                      |                  |
| Jugoslavien  | Zagreb         | Koncertna dvorana Vatroslav Lisinski | 1990                                      |                  |
| Estland      | Tallinn        | Saku Suurhall                        | 2002                                      |                  |
| Lettland     | Riga           | Skonto Hall                          | 2003                                      |                  |
| Turkiet      | Istanbul       | Abdi İpekçi Arena                    | 2004                                      |                  |
| Grekland     | Aten           | Olympic Indoor Hall                  | 2006                                      |                  |
| Finland      | Helsingfors    | Hartwall Areena                      | 2007                                      |                  |
| Serbien      | Belgrad        | Kombank arena                        | 2008                                      |                  |
| Ryssland     | Moskva         | Olimpijskij                          | 2009                                      |                  |
| Azerbajdzjan | Baku           | Crystall Hall                        | 2012                                      |                  |
| Portugal     | Lissabon       | Altice Arena                         | 2018                                      |                  |